# 푸른 요정

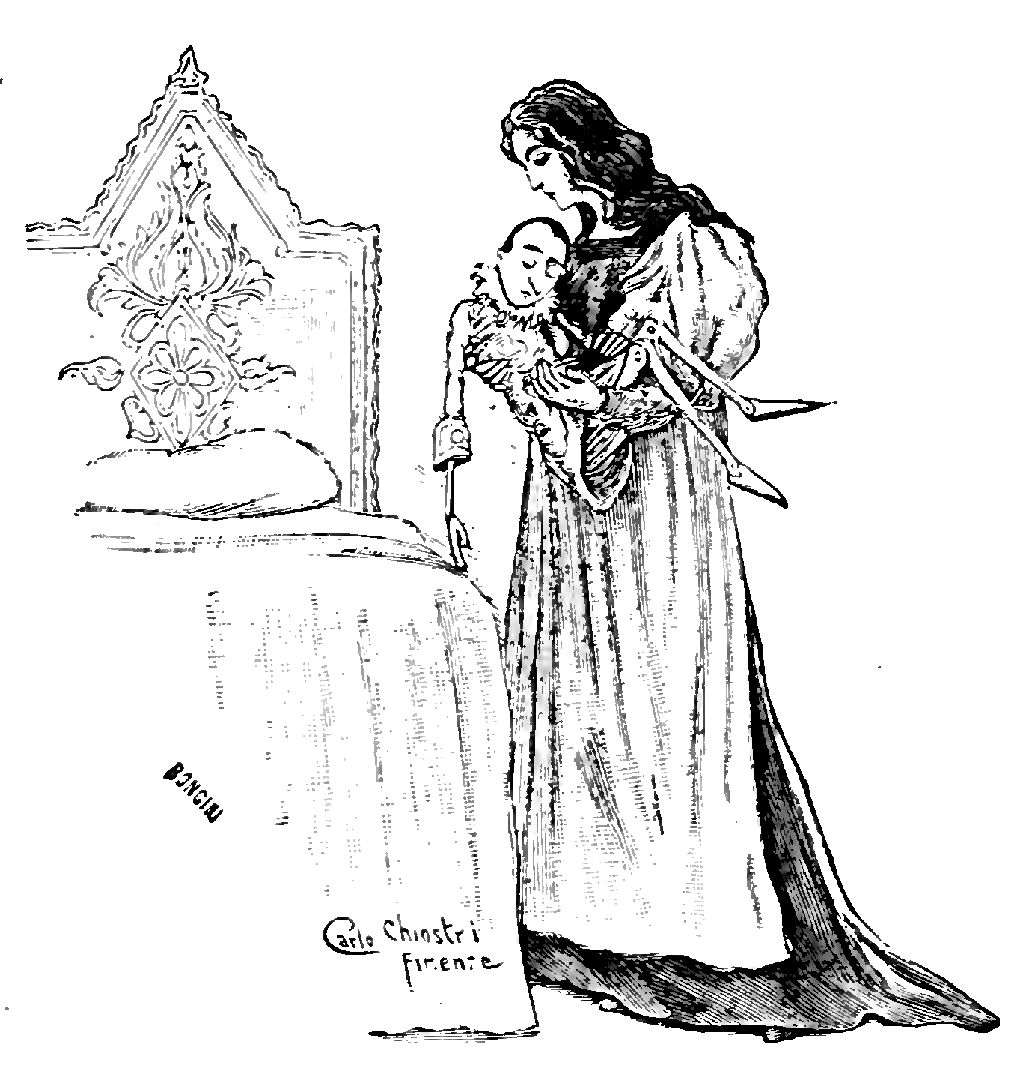

푸른 요정 또는 터키옥색 머리카락을 가진 요정(이탈리아어: La Fata dai Capelli Turchini, 영어: Fairy with Turquoise Hair)은 피노키오의 모험에서 피노키오를 사람으로 만들어주는 요정이다.